# 이재만 (법조인)
이재만(李載滿)은 대한민국의 변호사이자 방송인 겸 저술가이며 본관은 전주(全州)이고 아호는 청파 보관됨 2017-02-24 - 웨이백 머신(靑波)이다.

## 주해
1. ↑  정애리 담당 이재만 변호사, 알고보니 '사랑과전쟁2' 진행자 2014.07.22 TV리포트
2. ↑  '승소' 김현중 변호사 "김현중, 고통 심했다…재판부 최고의 판결" 보관됨 2017-02-24 - 웨이백 머신 2016.08.10 <엑스포츠뉴스>
3. ↑  '연예인 전문 변호사' 이재만 "주병진 소송 사건, 가장 기억에 남아" 2014.03.29 <OBS>

## 경력
- 법무법인 청파 보관됨 2017-02-24 - 웨이백 머신 대표변호사
- 대한변호사협회 이사
- 서울지방변호사회 이사
- 서울지방변호사회 법정위원장 역임
- 서울중앙지방법원 조기조정위원
- 서울중앙지방검찰청 민원서비스헌장 심의의원
- 농림수산식품부 어업재해보상보험 심사위원회 위원
- 경찰청 법률자문위원 및 중앙징계위원
- 사법연수원 24기 동기회장
- 배재학당 법조회장
- 연세대학교 연정 법우회장
- 고려대학교 문화예술 고위자 과정 12기 회장
- 충신교회 법조회장
- 새누리당 인재영입위원
- 여성가족부 정책자문위원
- 한국여성유권자연맹 법률 고문
- 한국여성과학기술단체 총연합회 법률자문
- 한국양성평등교육진흥원 법률고문 및 운영위원
- 대한체육회 법률고문
- 세계예능교류협회 이사장
- (사) 한국강사협회 변호사 법률고문
- (사) 한국강사협회 변호사 1호 명강사
- (사) 한국지체장애인협회 법률고문
- CBS TV 객원해설위원
- 극동방송 시청자위원
- 세계스포츠선교회 법률고문
- 한국세계선교협의회 법률고문
- 연세대학교 법학연구소 자문위원
- 연세대학교 법무대학원 고위자과정 초빙강사
- 고려대학교 교육대학원 글로벌리더 최고위과정 초빙강사
- 고려대학교 문화예술 최고위과정 초빙강사
- 고려대학교 세계 한국어 영상 한마당 심사위원장
- 고려대학교 말하기대회 심사위원장
- 배재대학교 법과대학 겸임교수

== 학력 ==.
- 배재고등학교
- 연세대학교 정법대학 정치외교학과 학사
- 연세대학교 행정대학원 행정학 석사

### 비학위 수료
- 연세대학교 법무대학원 경영정책 법무 최고위과정 수료
- 고려대학교 컴퓨터과학기술대학원 문화예술정보최고위과정 수료
- 고려대학교 언론대학원 최고위과정 수료

## 주요 변호
- 김현중 형사 2016.09.22 <뉴스원>
- 김현중 민사 보관됨 2017-02-24 - 웨이백 머신 2016.08.10 <엑스포츠뉴스>
- 주병진 성폭행 무죄 2014.03.29 <OBS TV>
- 주병진 민사 2007.06.01 <뉴스타운>
- 송일국 폭행 무혐의 2008.03.17 <스타뉴스>
- 권영찬 폭행 무죄 2006.11.24 <쿠키뉴스>
- 주지훈 형사 2009.06.10.
- 최창엽 형사 2016.01.11. <연예스포츠>
- 정애리 이혼 2014.07.22 <TV리포트>
- 장은영, 최원석 이혼 2010.05.14 <뉴스한국>
- 윤해영 이혼 2005.01.
- 엄앵란 형사 2013.03.20. <스타투데이>
- 엄앵란 민사 2014.11.26 <뉴스타운>
- 고 손문권피디 민사 2012.03.12. <스포츠동아>
- 고 박철수감독 민사
- 편승엽 민사 2004.07.10. <연합뉴스>
- 김중만 민사
- 스김현중 형사, 민사
- 주병진 성폭행 무죄, 민사
- 송일국 폭행 무혐의
- 권영찬 폭행 무죄
- 주지훈 형사
- 최창엽 형사
- 정애리 이혼
- 장은영, 최원석 이혼
- 윤해영 이혼
- 엄앵란 형사, 민사
- 고 손문권피디 민사
- 편승엽 민사
- 김중만 민사
- 장사익, 이혜정, 이인혜 민사
- 안문숙 양희은, 조PD, 이봉원 민사
- 사랑과 평화, 구창모, 이경애, 조대원 민사
- 동아그룹 전 최원석 회장, 쌍용그룹 전 김석원 회장 형사
- 삼성 이건희 회장 등 대기업 변호
- 중소기업 지적재산권 공정거래 세금관계 소송

## 승소사례
- 송일국
  - 이재만 변호사 "송일국 무혐의 처분" <스타뉴스> 2008.03.17.
  - 송일국 여기자 폭행 ‘혐의없음’ <뉴시스> 2008.03.17.
  - 송일국측 변호사 "김기자 1년 실형, 강도 높은 처벌" <조이뉴스> 2008.09.25.
  - 무혐의 송일국, 명예훼손 계속 논의…손배소는 진행중 <노컷뉴스> 2008.03.17.
  - 한류스타 송일국씨, 새벽에 찾아와 “도와주세요” <국민일보> 2014.08.18.
  - 송일국 변호사, "폭행주장 여기자에 20억 손해배상" <노컷뉴스> 2008.01.26.
  - 송일국 무혐의 처분…‘폭행주장’ 여기자 무고죄 <스포츠경향> 2008.03.17.
- 주병진
  - 주병진 사건 '심야의 벤츠 안' 진실 공방  >> 월간조선 인물과 인터뷰
  - 이재만변호사 승소사건, 월간조선 인물과의 인터뷰 [주병진 승소사건]
  - '연예인 전문 변호사' 이재만 "주병진 소송 사건, 가장 기억에 남아" <OBS> 2014.03.29.
  - "주병진 성폭력 사건, 알고 보니 꽃뱀에게 당한 것" <jtbc> 2013.11.28.
  - 이재만 변호사, 주님 영접 4년째에 톱스타 주병진씨 사건 수임 <국민일보> 2014.08.11.
  - 주병진씨 사건, 무고 피의자 등에 1억9천 배상판결 <뉴스타운> 2007.06.01.
  - 이재만변호사 승소사건 - MBC 죄와벌 폭로I (주병진사건)
  - 이재만변호사 승소사건 - MBC 죄와벌 폭로II (주병진사건)
- 김현중
  - '승소' 김현중 변호사 "김현중, 고통 심했다…재판부 최고의 판결" <엑스포츠뉴스> 2016.08.10. 보관됨 2017-02-24 - 웨이백 머신
  - 김현중, 전 여친 주장 무고·명예훼손 ‘무혐의’ 처분 <국민일보> 2016.09.23.
  - 군 검찰, 한류스타 김현중 무고·명예훼손 모두 무혐의 <뉴스원> 2016.09.22.
  - 한류스타 김현중 '무고' '명예훼손'등도 무혐의 <뉴스타운> 2016.09.22.
  - 법원 배우 김현중 여친에 ‘위자료 1억원 배상 판결’ 의미? <뉴스타운> 2016.08.18.
  - 독특한 연예뉴스_김현중 <스타뉴스> 2015.07.31.
  - 김현중, 前 여친 제기한 무고·명예훼손 모두 무혐의 <스포츠서울> 2016.09.22.
  - "前여친 주장 증거無" 김현중 승소, 남은 건 명예회복 <해럴드팝> 2016.08.10.
- 권영찬
  - 개그맨 권영찬，성폭행 구속에서 무죄판결까지…경찰서，구치소，법정에서 겪은 1년 <쿠키뉴스> 2006.09.18.
  - 개그맨 권영찬, 성폭행 혐의 항소심서 ''무죄'' 판결 <노컷뉴스> 2006.06.08.
  - 개그맨 권영찬, '강간치상' 무죄 판결 ! <마이데일리> 2006.06.08.
  - 개그맨 권영찬, 성폭행 혐의 무죄판결! <조이뉴스> 2006.06.08.
  - 성폭행 혐의 개그맨 권영찬 2심서 무죄 <연합뉴스> 2006.06.08.
- 엄앵란
  - 엄앵란 측 "김치대금 지급 의무無…法 승소 판결"(공식입장) <아경E> 2013.12.06.
  - '김치대금 소송' 엄앵란씨 항소심도 승소 <뉴스타운> 2014.11.26.
  - 엄앵란 승소 “엄앵란 아닌 (주)엄앵란이 김치대금 지급할 것” <매일경제> 2013.12.06.
  - 엄앵란 공식입장 “法, 엄앵란 승소 판결..법적대응 고려” <뉴스엔> 2013.12.06.
- 최창엽
  - '필로폰 투약 혐의' 배우 최창엽, 이재만 변호사 선임 '눈길' <조세일보> 2016.10.08.
  - ‘필로폰 투약 혐의’ 최창엽, 이재만 변호사 선임 <스타투데이> 2016.10.08.
  - '마약 구속' 최창엽 류재영, 집행유예로 풀려나 <스타뉴스> 2017.01.11
  - '필로폰 투약' 최창엽‧류재영, 집행 유예 2년 선고…“초범·투약횟수 적은 것 감안” <이투데이> 2017.01.11
- 정애리
  - 정애리 담당 이재만 변호사, 알고보니 '사랑과전쟁2' 진행자 <TV리포트> 2014.07.22.
  - 이재만 변호사, '정애리 이혼, 성격차이 외 다른이유' 여성잡지 퀸 8월호 단독인터뷰
  - 이재만 변호사, 정애리 지승룡 이혼 사유 & 사기혐의로 피소된 사연 - 매거진 여성동아
- 장은영, 최원석
  - 장은영·최원석 전 동아그룹 회장 결혼 11년 만에 파경 내막 <여성동아> 2010.06.05
  - 이재만 변호사, 여성중앙 '인물과 인터뷰' - 장은영의 안타까운 고백
  - 이재만 변호사, 최원석 장은영 이혼사건 <TVN 'E-News'>
  - 이재만 변호사, 최원석 장은영 이혼 인터뷰 <KBS '여유만만'>
  - 「이혼예방, 이재만 변호사」 이재만 변호사에게 이혼 조정 위임, 아나운서 장은영, 최원석 <여성중앙>
  - '인물과 인터뷰' - 장은영 최원석 "서로를 아끼는 마음으로 이혼 결정" <여성동아>
  - 이재만 변호사, 최원석 장은영 전 아나운서 협의 이혼 <해럴드 '인물과의 인터뷰'>
  - 최원석,장은영 변호인 이재만, "끝까지 서로 존경하는 모습" <아시아경제>
  - '이재만 변호사가 전해준 두 사람의 진실' - 최원석, 장은영 끝까지 서로 존경하는 모습 <퀸>
- 고 손문권 PD
  - KBS '연예가중계' 이재만 변호사 법률자문 - 손문권 PD 손해배상 위자료
  - 이재만 변호사, 손문권 손해배상위자료 <SBS 좋은아침>
  - 이재만 변호사, 손문권 PD 유가족이 정신적 손해 배상 청구 <tvN 'E-News'>
  - 이재만 변호사, 손문권PD 유서필적감정 <SBS 좋은아침>

## 방송
- KBS2 사랑과전쟁 이재만 변호사의 부부클리닉 조정위원장
- KBS1 여성공감 - 이재만 변호사의 드라마 법정
- 채널A 명랑해결단 이재만 변호사의 생활법률 해결사
- 한국경제 TV 직업방송 이재만의 성공스토리 만남 진행
- 여성지 퀸 이재만이 만난사람 진행
- MBC TV 특강 스페셜 이재만이 만난사람 진행
- <MBC> 죄와벌 - 여고생의 진실 : 이재만 변호사 승소사건
- <MBC> 죄와벌 - 폭로(주병진 사건) : 이재만 변호사 승소사건
- SBS FM <이봉원 박미선의 우리집 라디오 : 이재만 변호사의 라디오로펌>
- 삼성크레듀 이재만 변호사의 <리더십 핫 트랜드> 소통과 신뢰의 리더십-온라인 동영상 강의 및 진행
- 삼성크레듀 이재만 변호사의 <진심리더십> - 온라인 동영상 강의 및 진행
- C채널 굿데이 이재만 변호사의 하나님의 법 세상의 법
- CTS 스페셜 이재만 변호사 진행 한국 교회를 논하다
- C채널 매거진 굿데이 이재만 변호사의 CEO가 좋다 진행
- CTS TV생방송 미라클 1004 이재만 변호사의 법률상담
- CTS 웹라디오 <멘토링 까페 공감> 이재만 변호사의 법률 멘토 보관됨 2017-03-13 - 웨이백 머신
- 극동방송 <하나님의 법, 세상의 법 : 이재만 변호사의 법 이야기>
- 극동방송 <좋은 아침입니다. 이재만 변호사의 크리스찬과 법률>

## 법률 및 인터뷰 진행
- 삼성크레듀 이재만 변호사의 <리더십 핫 트랜드> 소통과 신뢰의 리더십-온라인 동영상 강의 및 진행
- 삼성크레듀 이재만 변호사의 <진심리더십> - 온라인 동영상 강의 및 진행
- 여성지 퀸 이재만이 만난사람 진행
- C채널 굿데이 이재만 변호사의 하나님의 법 세상의 법
- KBS2 사랑과전쟁 이재만 변호사의 부부클리닉 조정위원장
- KBS1 여성공감 - 이재만 변호사의 드라마 법정
- KBS1 여성공감 - 아는 법이 힘이다
- MBC TV 특강 스페셜 이재만이 만난사람 진행
- 채널A 명랑해결단 이재만 변호사의 생활법률 해결사
- 한국경제 TV 직업방송 이재만의 성공스토리 만남 진행
- SBS FM <이봉원 박미선의 우리집 라디오 : 이재만 변호사의 라디오로펌>
- 중앙공무원교육원 글로벌 전략적 사고과정 : 이재만 변호사 진행
- CTS 스페셜 이재만 변호사 진행 한국 교회를 논하다
- C채널 매거진 굿데이 이재만 변호사의 CEO가 좋다 진행
- CTS TV생방송 미라클 1004 이재만 변호사의 법률상담
- CTS 웹라디오 <멘토링 까페 공감> 이재만 변호사의 법률 멘토
- 극동방송 <하나님의 법, 세상의 법 : 이재만 변호사의 법 이야기>
- 극동방송 <좋은 아침입니다. 이재만 변호사의 크리스찬과 법률>

## 법률 자문
- KBS, MBC, SBS, 종편 TV 법률 자문 및 개인 인터뷰 1000여회
- KBS, MBC, SBS, YTN, 케이블TV 방송 출연 및 신문 칼럼 1000여회

## 법 칼럼 연재
- 뉴스타운 목요 핫 이슈 - 이재만의 법률 콕
- 우먼 동아일보 & 여성동아 - 이재만 변호사의 여성로스쿨 연재
- 국민일보 이재만 변호사의 성경과 법 연재
- 국민일보 이재만 변호사의 역경의 열매 연재
- 여성중앙 이재만 변호사의 패밀리 로펌 연재
- 일간스포츠 이재만 변호사의 생생법률 연재
- 어린이동아 이재만 변호사의 법이야기 연재
- 월간 아름다운 사람 이재만 변호사의 법이야기 연재
- 월간 지금 이재만 변호사의 법률산책 연재

## 저서
- 진심은 길을 잃지 않는다 - 미래의 물결
- 이재만 변호사의 주니어로스쿨 - 동아일보사
- 이재만 변호사의 리틀로스쿨 - 동아일보사

## 사회 공헌 활동
- 서울시 정신건강 홍보대사
- 서울시 자살예방위원회 위원
- 연탄은행 이사
- 다일공동체 협력대사
- 한국일보 거북이 마라톤 명예대회장
- 매거진 퀸 소년소녀가장 돕기 가족마라톤 대회